# Cour fédérale (Allemagne)
Pour les articles homonymes, voir BGH.
La Cour fédérale de justice (en allemand : Bundesgerichtshof, BGH) est l’organe juridictionnel allemand placé au sommet de l’ordre judiciaire et jugeant en dernière instance en matière civile, où elle entend l’appel des jugements des tribunaux provinciaux supérieurs (Oberlandesgerichte), et en matière pénale, où elle entend celui des jugements des tribunaux provinciaux (Landgerichte). Elle est organisée en douze chambres civiles, cinq chambres pénales et huit chambres spéciales. La poursuite pénale y est exercée par le procureur général fédéral près la Cour fédérale.

## Histoire
La Cour fédérale de justice a été créée en 1950 et a succédé au Tribunal du Reich (Reichsgericht) qui remplissait des fonctions comparables sous le Reich allemand. Elle a son siège à Karlsruhe, dans l'ancien palais du grand-duc héritier, la 5e chambre pénale étant localisée à Leipzig.

## Siège

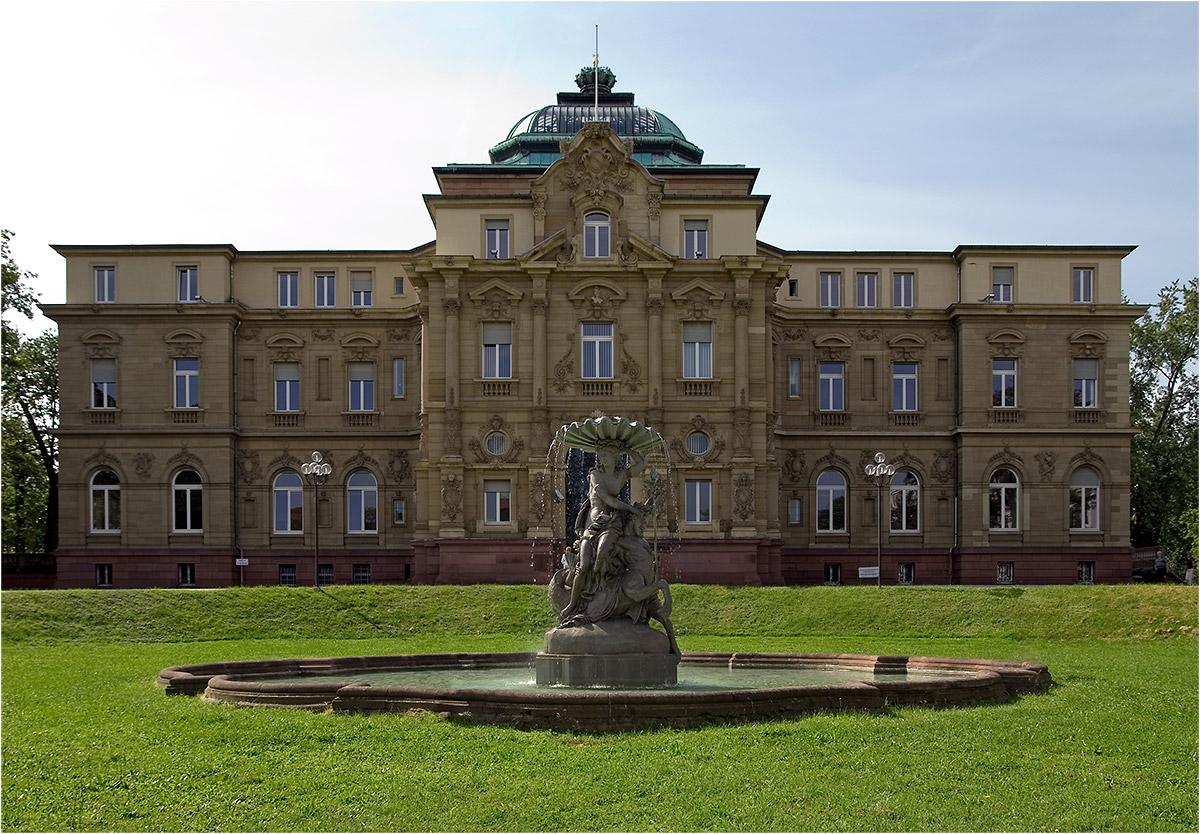
Le palais du grand-duc héritier à Karlsruhe, siège de la Cour fédérale.

Le siège de la Cour fédérale de justice se situe au palais du grand-duc héritier à Karlsruhe, dans le Land de Bade-Wurtemberg, où siège également le Tribunal constitutionnel fédéral.